# Seine-et-Marne
Seine-et-Marne je francouzský departement ležící v regionu Île-de-France. Pojmenovaný je podle řek Seina a Marna. Hlavní město je Melun.